# Jennifer Morrison
Jennifer Marie Morrison (født 12. april 1979) er en amerikansk skuespiller. Hun er kendt for sine roller som Emma Swan i ABC eventyr-fantasy-serien Once Upon a Time og som Dr. Allison Cameron i House M.D. Hun spillede også Zoey Pierson, Ted Mosbys kærlighedsinteresse i How I Met Your Mother (sæson 6), hun har også medvirket i film som fx "Big Stan", hvor hun spiller Stans smukke kone, Mindy.